# Max Julien
Maxwell Julien Banks (* 12. Juli 1933 in Washington, D.C.; † 1. Januar 2022 in Los Angeles, Kalifornien) war ein US-amerikanischer Schauspieler und Musiker, der durch die Verkörperung des Goldie im Blaxploitation-Film Straßen zur Hölle (engl. The Mack) bekannt wurde.

## Leben
Max Julien wurde als Maxwell Julien Banks geboren. Sein Vater, Seldon Bushrod Banks, war Flugzeugmechaniker und seine Mutter Cora (geborene Page) führte ein Restaurant.
Nach seiner Schulzeit erhielt er ein Stipendium der Southern University in Baton Rouge und trat dem Basketballteam bei. Nach einem Jahr wechselte er 1954 an die Howard University in Washington. Bevor er seine Karriere als Schauspieler begann, trat er 1955 der United States Air Force bei und arbeitete als Fluglotse.
1972 wurde Banks Mutter in ihrem Haus ermordet; dies beeinflusste sein weiteres Schaffen und drückte sich im Film Straßen zur Hölle aus. Zwischen 1974 und 1977 war er mit Vonetta McGee verheiratet; das Paar wirkte als „Max & Vonetta“ auch künstlerisch zusammen.
Am 21. April 1991 heiratete er Arabella Chavers. Banks starb im Alter von 88 Jahren an einem Kreislaufstillstand; er wurde von seiner Ehefrau überlebt.

## Karriere
Zu Beginn seiner Karriere nahm Banks seinen zweiten Vornamen Julien als Künstlername an, weil er der Meinung war, dass dieser „theatralischer“ klingen würde als sein Geburtsname Banks; zudem trat er zusammen mit seiner ersten Ehefrau Vonetta McGee auch als „Max & Vonetta“ in Erscheinung.
Seine Karriere begann Banks auf der Bühne am Off-Broadway in New York City, wo er unter anderem Rollen in Joseph Papps Shakespeare In The Park übernahm. Als er nach Hollywood ging, spielte er neben Jack Nicholson in Psych-Out und neben Candice Bergen in Getting Straight.
Während eines Aufenthalts in Rom schrieb er das Skript für den Dokumentarfilm Trestevre, bei dem er später auch Regie führte. Es folgte das Drehbuch für den Blaxploitation-Klassiker Ein Fall für Cleopatra Jones von Warner Brothers, den er anschließend auch mit produzierte. Da sich Banks weigerte bei der Fortsetzung namens Cleopatra Jones gegen die Drachenlady mitzuwirken, wurde ihm stattdessen das Drehbuch des Films zugeschrieben, da beide Filme „auf von Max Julien geschaffenen Figuren basieren“. Ursprünglich hatte er die Rolle von Cleopatra Jones für seine damalige Freundin Vonetta McGee geschrieben, diese wurde allerdings später mit Tamara Dobson besetzt, die in den Filmen unter anderem an der Seite von Shelley Winters zu sehen war.
Auch für den Western Thomasine & Bushrod, der als Gegenstück zu dem Film Bonnie und Clyde von 1967 gedacht war, schrieb er das Drehbuch, spielte 1974 an der Seite von McGee und trat auch als Produzent auf.
Sein Auftritt als Goldie in Straßen zur Hölle war für ein ganzes Genre prägend und es gibt viele Verweise in der Populärkultur auf Max Julien und die von ihm verkörperte Figur. Auf Curren$ys Mixtape Priest Andretti aus dem Jahr 2012 findet sich ein nach dem Schauspieler benannter Song, der von Beat Butcha produziert wurde. Der Rapper aus New Orleans erwähnte Max Julien auch in seinem Song What’s What aus seinem Album Weekend at Burnie’s, das im Jahr 2011 erschien.
Viele Rapper haben seine Stimme aus dem Film für eigene Werke übernommen, darunter Craig Mack, Lloyd Banks, Gangrene, Big K.R.I.T. und Do or Die (D.o.D.). Mehrere R&B- sowie Hip-Hop-Künstler orientieren sich an „Goldie“ aus dem Film, beispielsweise Too Short, Rappin’ 4-Tay, P. Diddy, Snoop Dogg oder Kid Rock.
Banks, der auch die Kleidung für seine Filme entwarf und zur Stilikone wurde, ließ seine Rolle in einer Folge der Fernsehserie One on One wiederaufleben.
Im deutschen Sprachraum wurde Banks unter anderem von Christian Brückner, Wolfgang Draeger und  Gudo Hoegel synchronisiert.

## Kritiken
Die Filmkritikerin der New York Times, Judith Crist, bezeichnete Julien 1968 für seine Darstellung in Black Power (auch: Up Tight!) als „eine herausragende Persönlichkeit in einer herausragenden Besetzung“. Raoul Gripenwaldt vom Santa Monica Evening Outlook schrieb: „Max Juliens Darstellung des Johnny Wells in Paramounts ‚Uptight‘ könnte sehr wohl einen Academy Award einbringen.“ Der Hollywood Reporter fügte hinzu: „Max Julien schafft ein denkwürdiges Stück Realität.“ Durch die sehr positive Berichterstattung wurde er nach Europa eingeladen, um über Filmmöglichkeiten zu sprechen.

## Filmografie (Auswahl)

### Film
- 1966: The Black Klansman
- 1968: Psych-Out
- 1968: Die grausamen Sieben
- 1968: Black Power
- 1970: Getting Straight
- 1973: Straßen zur Hölle
- 1974: Thomasine & Bushrod
- 1997: Die Playboy-Falle
- 1999: American Pimp (Dokumentation)
- 2001: Restore (Kurzfilm)
- 2002: Mackin’ Ain’t Easy (Dokumentation)
- 2004: Suga Free Feat. Katt Williams & Max Julien: Thinkin’ (Kurzfilm)

### Fernsehen
- 1968: Twen-Police
- 1969: The Bold Ones: The Protectors
- 1969: CBS Playhouse
- 1970: The Name of the Game
- 1973: Soul Train
- 1974: Tattletales
- 1997: Vibe
- 2003: Access Granted
- 2005: One on One

### Drehbuch
- 1973: Ein Fall für Cleopatra Jones
- 1974: Thomasine & Bushrod
- 1975: Cleopatra Jones gegen die Drachenlady

## Diskografie
- 1989: Blue Magic („It’s Like Magic“-Video). Text und Gesang: er selbst. Def Jam Records
- 1993: Tony!, Toni!, Tone! („If I Had No Loot“-Video). Text und Gesang: er selbst. Mercury/Polygram Records
- 1995: D Knowledge, All That And A Bag Of Words CD. Text und Gesang: To Be Or Not To Be. Qwest Records Inc/Warner Bros.
- 1996: 8-Ball & MJG („Space Age Pimpin’“-Video). Gesang: Goldie. Suave House/Relativity Records
- 1997: Demond („All I Want To Do“-Video). Text und Gesang: Goldie. CBS Records
- 1997: Foxy Brown („Big Bad Momma“-Video). Text und Gesang: Uncle Fred. Def Jam Records
- 1997: How To Be A Playa’, Soundtrack Platin CD. Text und Gesang: Intro, Gesangseinlagen und Outro. Def Jam Records
- 1998: Do or Die („Still Po Pimpin’“-Video). Gesang: er selbst. Rap-A-Lot Records
- 1998: Ghetto Soldiers („Hold On“-Video). Text und Gesang: Spirit. Johnny Martin Records
- 1998: Tela („Bring ’em Out“-Video). Gesang: er selbst. Rap-A-Lot Records
- 1998: Tela, Now Or Never, Gold CD. Text und Gesang: Pimpin’s Round Da World. Rap-a-lot Records
- 1999: Tony-o, Too Much To Loose CD. Text und Gesang: Intro und Outro. Epicurean Records
- 1999: Rappin’4 Tay, Intro zur Mackin’ CD. Text und Gesang: Gesangseinlagen. Celeb Entertainment Inc.
- 1999: Rappin 4 Tay („Do You Wanna Ride?“-Video). Text und Gesang: er selbst. Celeb Entertainment
- 2000: Parla Mack („If Pimpin’s Wrong“-Video). Text und Gesang: er selbst. A Royal Flush Records
- 2003: Nelly („Pimp Juice“-Video). Text und Gesang: Nelly’s father. Universal Records
- 2004: Young Lyfe: Real Life („Bounce With Me“-Video). Gesang: er selbst. Paper Chase Records
- 2004: Young Lyfe, Young Lyfe Real Life CD. Gesang: Intro. Paper Chase Records
- 2005: Czar-Nok, Sampler CD. Text und Gesang: Gesangseinlagen. Capitol Records
- 2005: Czar-Nok CD. Text und Gesang: Intro. Capitol Records
- 2005: Do Or Die, D.O.D. CD. Text und Gesang: Gesangseinlagen. The Legion Records